# Anderlust
anderlust（アンダーラスト）は、 日本の音楽ユニット。所属レーベルはソニー・ミュージックレコーズのgr8!recordsだった。

## 概要
シンガーソングライターの越野アンナとベーシストおよびアレンジャーの西塚真吾による男女2人組のユニット。主に作詞作曲を担当する越野アンナの楽曲を、西塚が音楽的なアプローチでサポートする。
新時代のアーティストの発掘を目指して女性ファッション雑誌NYLON JAPANとソニーミュージックによって2014年に開催されたオーディション「JAM」のミュージック・パフォーマンス部門で、日本人離れしたメロディーセンスと歌唱力が評価されてNYLON賞を受賞した越野アンナが、既に他のアーティストのサポートや編曲などを行っていたミュージシャン西塚真吾とライブを通じて知り合い、共に立ち上げたユニット。またこのオーディションでの受賞がきっかけで音楽プロデューサーの小林武史がプロデュースを手かける事になり、デビューに向けて楽曲制作にも全面協力する事になった。
ユニット名のanderlustは、「抑えきれない旅への衝動」を意味する“Wanderlust”（ワンダーラスト）という言葉から、頭文字のWを抜いてみようという遊び心で越野が命名した。「今の時代を生きる二人の若者が自らの人生の旅路を歩む中で、各々が思い描く自由への渇望や欲求」といった意味が込められている。
音楽に限らず映像やアート、ファッションなど様々なクリエイティビティーを持つ新メンバーの加入も視野に入れながら活動の幅を広げる予定で、「ショートムービーコンペティション」を主催して、そこで映像やアートの才能を持つ新しいメンバーを探しているとする。
2017年12月31日をもって西塚真吾がメンバーを抜けて、越野アンナのソロプロジェクトとなるとされたがそれ以降活動は無く事実上活動は停止、終了した状態にある。

## メンバー
- 越野アンナ（こしの アンナ）
1996年7月30日生まれ。神奈川県川崎市生まれ。アメリカ合衆国イリノイ州育ち。
ボーカル・ギター担当
とっさの時に英語が出てくる癖が抜けないので、曲を書くときも最初は英語詞を付けている。日本語の歌詞も書こうと思えば書けるが、海外で幼少期を過ごしたときに聴いていた音楽の影響で、自分の中から自然に出てくるのは洋楽らしい表現である。音楽的ルーツはBlur、Jamiroquai、Oasis、The Beatlesといった洋楽のバンドで、リスペクトするアーティストは椎名林檎。12、3歳の頃に既存の曲を自分なりに編曲したものを友人に聞かせたところ、感動してもらえたのをきっかけに音楽家を目指すようになった。[3]

### 旧メンバー
- 西塚真吾（にしづか しんご）
1990年12月10日生まれ。埼玉県出身。聖光学院中学校・高等学校卒。
ベース担当
幼少期はピアノを習っていて、ベースを始めたのはバンドをやっていた兄の影響。最初はRed Hot Chili Peppersのコピーをやる程度の遊び半分のバンド活動だったが、高校生の頃に斉藤和義、大塚愛、YUIなどの邦楽をどんどん好きになって行き、次第に音楽をやっている以外の自分の姿が想像できなくなったのでプロを志した。[3]

## 来歴
2016年3月30日にシングル「帰り道」でソニー・ミュージックレコーズよりメジャーデビュー。2017年までにシングル4作をリリース。

## ディスコグラフィー

### シングル
|     | 発売日         | タイトル      | 規格                 | 規格品番    | 最高位 |
| --- | -------------- | ------------- | -------------------- | ----------- | ------ |
| 1st | 2016年3月30日  | 帰り道        | 初回生産限定盤CD+DVD | SRCL-9013/4 | 84位   |
| 1st | 2016年3月30日  | 帰り道        | 通常盤CD             | SRCL-9015   | 84位   |
| 2nd | 2016年8月24日  | いつかの自分  | 初回生産限定盤CD+DVD | SRCL-9164/5 | 71位   |
| 2nd | 2016年8月24日  | いつかの自分  | 期間生産限定盤CD+DVD | SRCL-9166/7 | 71位   |
| 2nd | 2016年8月24日  | いつかの自分  | 通常盤CD             | SRCL-9168   | 71位   |
| 3rd | 2016年12月14日 | Scrap & Build | 初回生産限定盤CD+DVD | SRCL-9234/5 | 133位  |
| 3rd | 2016年12月14日 | Scrap & Build | 通常盤CD             | SRCL-9236   | 133位  |
| 4th | 2017年6月21日  | #Hashtag      | 初回生産限定盤CD+DVD | SRCL-9424/5 | 126位  |
| 4th | 2017年6月21日  | #Hashtag      | 通常盤CD             | SRCL-9426   | 126位  |

## タイアップ一覧
| 使用年 | 曲名                                 | タイアップ                                                                              |
| ------ | ------------------------------------ | --------------------------------------------------------------------------------------- |
| 2016年 | 帰り道                               | 松竹配給映画『あやしい彼女』主題歌                                                      |
| 2016年 | 帰り道                               | 日本テレビ系『バズリズム』3月エンディングテーマ                                         |
| 2016年 | いつかの自分                         | フジテレビ系アニメ"ノイタミナ"『バッテリー』オープニングテーマ                          |
| 2016年 | 明日、春が来たら                     | フジテレビ系アニメ"ノイタミナ"『バッテリー』エンディングテーマ（第1話 - 第5話・第11話） |
| 2016年 | 若者のすべて                         | フジテレビ系アニメ"ノイタミナ"『バッテリー』エンディングテーマ（第6話 - 第10話）        |
| 2016年 | Swallowtail Butterfly 〜あいのうた〜 | So-net20周年記念タイアップソング                                                        |
| 2016年 | ヒカリ                               | ソニー「ハイレゾ級ワイヤレス」CMソング                                                  |
| 2017年 | #Hashtag                             | テレビ神奈川『ミュートマ2』6月度オープニングテーマ                                      |

## ヘヴィ・ローテーション/パワープレイ

### テレビ
| 放送年 | 曲名         | ヘビーローテーション/パワープレイ              |
| ------ | ------------ | ---------------------------------------------- |
| 2016年 | 帰り道       | スペースシャワーTV ミドルローテーション「it!」 |
| 2016年 | 帰り道       | MUSIC ON! TV 2016年4月度M-ON! Reccomend        |
| 2016年 | いつかの自分 | スペースシャワーTV 2016年8月度POWER PUSH!      |

## 出演

### 映画
- あやしい彼女（2016年、松竹） - 主人公の孫のバンドメンバー役 ※越野のみ

### CM
- ソニー「h.earシリーズ」（2016年） ※ Webムービー [17]